# Championnats panaméricains de cyclo-cross 2019
Navigation
Édition précédente Édition suivante
Les Championnats panaméricains de cyclo-cross 2019 se déroulent le 10 novembre 2019, à Midland au Canada. 
Pour la première fois une course féminine pour les juniors (moins de 19 ans) est au programme des championnats.

## Résultats

### Hommes
| Épreuves        | Or                | Argent       | Bronze           |
| --------------- | ----------------- | ------------ | ---------------- |
| Élites          | Kerry Werner      | Curtis White | James Driscoll   |
| Moins de 23 ans | Gage Hecht        | Lane Maher   | Eric Brunner     |
| Juniors         | Andrew Strohmeyer | Nick Carter  | Matthew Leliveld |

### Femmes
| Épreuves        | Or                | Argent          | Bronze            |
| --------------- | ----------------- | --------------- | ----------------- |
| Élites          | Maghalie Rochette | Clara Honsinger | Rebecca Fahringer |
| Moins de 23 ans | Ruby West         | Dana Gilligan   | Sidney McGill     |
| Juniors         | Madigan Munro     | Lizzy Gunsalus  | Lauren Zoerner    |

## Tableau des médailles
| Rang  | Nation     | Or | Argent | Bronze | Total |
| ----- | ---------- | -- | ------ | ------ | ----- |
| 1     | États-Unis | 4  | 5      | 4      | 13    |
| 2     | Canada     | 2  | 1      | 2      | 5     |
| Total | Total      | 6  | 6      | 6      | 18    |